# Еталон (корпорація)
«Етало́н» — одна з найбільших корпорацій серед українських виробників автомобільної техніки. До складу корпорації «Еталон» входить 21 підприємство, основними напрямками діяльності яких є: виробництво автобусів, тролейбусів, вантажних автомобілів, комплектуючих для автомобільної промисловості, складська логістика.
Виготовлення автомобільної техніки корпорації «Еталон» забезпечують підприємства: ПрАТ «Бориспільський автозавод» та «Чернігівський автозавод». Нині ці підприємства корпорації виробляють і реалізують автобуси малого та середнього класів різних типів: міський, приміський, міжміський і туристичний. Також є виробництво вантажних автомобілів та тролейбусів.
Автобусний бізнес корпорації включає такі підприємства
- ПрАТ «Бориспільський автозавод»;
- ПрАТ «Чернігівський автозавод»;
- ТОВ «Торговий дім „Еталон авто“»;
- Науково-дослідний інститут автомобіле-будови «Еталон»;
- ТОВ «Базтехсервіс».

## ПрАТ«Бориспільський автозавод»
Флагманом Корпорації «Еталон» у сфері виробництва автотранспортних засобів є приватне акціонерне товариство «Бориспільський автозавод», який утворений у квітні 2002 року, а вже у жовтні 2002 року, через 5 місяців після офіційної реєстрації заводу, з конвеєра зійшли перші два автобуси.
У грудні 2002 року завершені попередні і сертифікаційні випробування автобуса БАЗ-А079.04 «Еталон», на який був отриманий сертифікат відповідності на промислову партію і проданий споживачам перший автобус.
ЗАТ «Бориспільський автозавод» — це сучасне виробництво, виробничі та складські площі якого займають понад 19 000 м².

## ПрАТ«Чернігівський автозавод»
Приватне акціонерне товариство «Чернігівський автозавод» є одним з наймолодших підприємств корпорації «Еталон», який створений у серпні 2003 року, спираючись на наукову базу, досвід і професійний підхід до кадрових питань корпорації «Еталон», досяг значних успіхів у найкоротші терміни.
До масового виробництва та реалізації автобусів на заводі приступили у III кварталі 2004 року. Виробничі та допоміжні площі Чернігівського автозаводу складають понад 28 тис. м².
Корпорація «Еталон» постійно активно працює над створенням нових моделей і модифікацій автобусів. Чернігівський автозавод бере участь у цих процесах, розширюючи й оновлюючи свій модельний ряд. Завод активно співпрацює з науково-дослідним інститутом «Еталон», де й народжуються проєкти нових моделей, які потім втілюються в життя.
У 2018 році був представлений новий міський низькопідлоговий автобус корпорації «Еталон». За традицією концерну, 12-метровий низькопідлоговий міський автобус отримав «квіткове» назву — Еталон А12210 «Астра». Автобус-прототип випущений Чернігівським автозаводом корпорації, а розробка його конструкція відбулася у Львові, де перебуває конструкторський підрозділ концерну «Еталон» — НДІ автомобілебудування ТОВ «Чернігівський автозавод». Новий автобус розроблений на базі кузова тролейбуса Еталон Т12110 «Барвінок», який випускається вже кілька років.
На основі базової моделі автобуса і тролейбуса у 2018 році інженерами корпорації «Еталон» розпочалася розробка зчленованих 18-метрових тролейбусів з автономним ходом і електробусів.
У грудні 2019 року корпорація «Еталон» представила власний проєкт трамвайного вагона, який заплановано випускати на Чернігівському автомобільному заводі. З огляду на катастрофічне становище з рухомим складом трамваїв і низькі темпи оновлення, корпорація «Еталон» вирішила запропонувати містам власну розробку частково низькопідлогового трамвая на базі наявних візків Tatra T3. З огляду на особливості їх конструкції, зробити повністю низькопідлоговий такий трамвай не вдасться, але це буде комфортний і зручний вагон. Розробляти нову модель трамвая буде власний науково-дослідний інститут корпорації «Еталон», а виробництво буде налагоджено у Чернігові.
У 2019 році завод випустив і сертифікував для європейського ринку міжміський автобус моделі Еталон-А08432 «Тюльпан» та міський автобус Еталон А12210 «Астра». Автобус побудований на базі шасі і агрегатів «DAF» і відповідає екологічному стандарту «Євро-6».

## Торговий дім «Еталон авто»
ТД «Еталон авто» є ексклюзивним дистриб'ютором автотранспортних засобів, що виробляються підприємствами корпорації «Еталон» і запасних частин до них. Торговий дім реалізує свою продукцію самостійно і через дилерську мережу. За час свого існування Торговий дім «Еталон авто» продав понад 10 000 автобусів під торговою маркою «Еталон».

## Науково-дослідний інститут автомобілебудування «Еталон»
НДІ «Еталон» є базовим науково-дослідним підприємством корпорації «Еталон». В інституті на постійній основі працює 45 фахівців і понад 100 фахівців залучаються на окремі проєкти. НДІ автомобілебудування «Еталон» спільно з конструкторами і технологами Бориспільський і Чернігівський автозаводи розробили і впровадили у виробництво автобуси, представлені в даному каталозі. Зараз в інституті ведеться проєктування ряду нових перспективних моделей автотранспортних засобів на різній агрегатної бази.

## ТОВ «Базтехсервіс»
ТОВ «Базтехсервіс» є основним автосервісних підприємств корпорації «Еталон» і виконує гарантійне та післягарантійне обслуговування автобусів і вантажних автомобілів, вироблених корпорацією. Технічна база підприємства дозволяє проводити техобслуговування і ремонти будь-якої складності всіх транспортних засобів, вироблених підприємствами корпорації «Еталон». Підприємство створено у 2004 році і на сьогоднішній день його потужності дозволяють проводити техобслуговування і ремонти більше 1500 різних автобусів на рік.

## ТОВ «Чернігівський ковальський завод»
ТОВ «Чернігівський ковальський завод» — це виробниче підприємство.
Завод виробляє гаряче штампування поковок вагою від 0,35 до 55 кг з вуглецевих і легованих марок сталі. Поковки можуть виготовлятися за ступенем складності С4 і класу точності F по DIN +7526 (ДОСТ 7505-89 за точністю Клас Т4). Виробництвом освоєно понад 1000 найменувань поковок в основному для автомобільної групи виробів.

## ТОВ «Український кардан»
ТОВ «Український кардан» — це виробниче підприємство.
Підприємство здійснює виробництво:
- карданних валів до автомобілів сімейства ГАЗ, МАЗ, МТЗ, КамАЗ, УАЗ, ВАЗ, ПАЗ, Урал, ЛіАЗ тощо;
- карданних валів до сільськогосподарських машин, комплектуючих для карданних валів фірми IFA Німеччина;
- деталей з рільсановим покриттям для к/в фірми IFA Німеччина;
- першої, другої і третьої шестерень коробки передач для ГАЗ-53;
- блоку шестерень для ГАЗ-53.

## Партнери
Серед українських виробників автобусів корпорація «Еталон» впродовж останніх 5 років займає лідируючі позиції за обсягом виробництва та реалізації автобусів малого класу. Успіх на ринку значним чином забезпечують шасі від відомих компаній ТАТА (Індія), FAW (Китай), Ashok Leyland (Індія), а також двигуни, коробки передач, трансмісії і мости, які виробляються за ліцензіями компаній MERCEDES-BENZ, DEUTZ, HINO, ZF, Dana, Elliot та іншими надійними виробниками.